# 须水街道
须水街道，是中华人民共和国河南省郑州市中原区下辖的一个乡镇级行政单位。

## 行政区划
须水街道下辖以下地区：
井下基地社区、须水村、三十里铺村、付庄村、小李庄村、天王寺村、丁庄村和二砂村。